# 杰茜卡·托马西
杰茜卡·托马西（義大利語：Jessica Tomasi，1986年7月3日—），意大利女子射箭运动员。她曾代表意大利参加2012年夏季奥林匹克运动会射箭比赛，结果未能获得奖牌。